# 東北放送
東北放送株式會社（日语：／ Tōhōku Hōsō Kabushiki kaisha */?），通稱東北放送，簡稱TBC，是日本一家以宮城縣為播出區域的廣播公司，東北放送是宮城縣內唯一的廣電兼營台，同時提供AM電台廣播及電視廣播服務。東北放送的電台服務開始於1952年5月1日，為JRN和NRN聯播網成員，識別呼號是JOIR（仙台）和JOIO（氣仙沼）。電視服務開始於1959年4月1日，為JNN聯播網的成員，識別呼號是JOIR-DTV，遙控器號碼是1頻道。

## 資本構成
下表列出2020年3月31日時東北放送的主要股東：
| 資本金         | 發行股份總數 | 股東數 |
| -------------- | ------------ | ------ |
| 7億5,000萬日元 | 150,000股    | 377    |

| 股東             | 持股數   | 比例   |
| ---------------- | -------- | ------ |
| 河北新報社       | 15,000股 | 10.00% |
| 明窗社           | 11,200股 | 07.46% |
| 河北仙販         | 07,680股 | 05.12% |
| 七十七銀行       | 07,500股 | 05.00% |
| 東北電力         | 07,500股 | 05.00% |
| 河北廣告中心（河北アドセンター） | 06,045股 | 04.03% |
| 河北傳單中心（河北折込センター） | 04,080股 | 02.72% |
| 三越伊勢丹       | 03,900股 | 02.60% |
| 宮城縣政府       | 03,750股 | 02.50% |
| 株式會社藤崎     | 03,375股 | 02.25% |

## 歷史
河北新報社在1947年12月設立了「北日本商業放送株式會社」，是日本東北地方最初試圖設立民營電台的嘗試。但當時GHQ並未許可民間設立電台，因此這一構想未能成為現實:7-8。1950年「電波三法」（《電波法》、《放送法》、《電波監理委員會設置法》）通過之後，宮城縣有河北新報、東北放送、仙台市市營放送三家公司申請設立民營電台。後三家公司整合為「株式會社仙台電台」（株式会社ラジオ仙台），並在1951年2月22日將公司名稱改為仙台放送，4月21日獲得預備執照:8。12月10日，仙台放送正式登記設立公司，但在播出時仍然使用「仙台電台」這一名稱:8。翌年4月5日，仙台電台開始進行試播:9。5月1日，仙台電台正式開播，成為東北地方第一家和日本第11家民營電台:9-10。1953年1月，仙台放送將公司名稱改為東北放送:212。同年東北放送首次實施股票分紅:14。
東北放送在1957年11月22日獲得電視預備執照:16。為了準備播出電視，東北放送在1958年開始修建電視總部:21。1959年3月14日，東北放送開始試播電視節目:22。4月1日，東北放送正式開始播出電視節目，成為東北地方第一家民營電視台:22。開播不久後，東北放送即參與皇太子明仁與正田美智子的婚禮轉播:22。東北放送在電視開播的同年加入JNN，是JNN的創始成員之一:15。在開播10週年之際，東北放送於1961年採用了由龜倉雄策設計的新商標:23-24。翌年東北放送向仙台市政府捐贈了一座噴泉:23-24。東北放送在1961年決定於八木山修建新總部東北放送會館。這座建築有5層，和既有的電視總部相鄰，合計總樓面面積達11,111平方公尺，在1963年5月6日竣工:25。同年8月1日開始，東北放送廣播部門開始在東北放送會館內運作:25。
東北放送自1964年10月1日開始播出彩色電視，是東北地方第一家開始播出彩色電視的民營電視台:29。之後東北放送實現了全彩色轉播1964年東京奧運會:29。1967年，東北放送在開播15週年之際前往美國西海岸各地取材，是開播之後第一次海外取材:33。隨著東日本放送在1974年開播，宮城縣擁有了四家民營電視台。加上當時恰逢第一次石油危機後日本經濟從高速成長期轉入安定成長期。東北放送因此面臨更加激烈的廣告競爭:55-56。東北放送的營業額雖然在1970年代持續增長，但盈利在1973年度至1977年度曾連續減少:69。對此東北放送通過舉辦大型活動等方式開拓廣告外收入:70-73。1970年，東北放送舉辦了TBC住宅綜合展，涉獵住宅產業領域:80-84。1976年至1981年時，東北放送的全日及黃金時段收視率在宮城縣四家民營電視台均居於首位:197。1980年，東北放送開始播出立體聲電視節目:147。
東北放送在1992年4月導入了企業識別，啟用了第二代商標。2002年，東北放送自日本氣象廳獲得天氣預報業務許可業者資格，得以發布獨自的天氣預報。2004年，東北放送對總部進行了擴建，啟用了電視新聞用的建築「B-site」。仙台放送在2005年12月1日和NHK仙台放送局、仙台放送、宮城電視台同時開始播出數位電視。受到東日本大震災的影響，東北地方的岩手縣、宮城縣、福島縣的類比電視停播時間比日本其他地區要晚。東北放送也在2012年3月31日停止播出類比電視。2020年1月，東北放送新總部竣工。這座建築地上有5層，地下有1層，總樓面面積9,755平方公尺。同年5月，東北放送廣播部門開始從新總部播出。電視部門則於6月開始在新總部播出。遷入新總部的同時，東北放送進行了新的企業識別，啟用了新商標。

## 廣播部門
仙台電台在開播初期的節目以音樂和聽眾參加型節目為主，並在1952年6月22日進行了首次體育賽事轉播:10。開播一周年時，仙台電台的節目比例中音樂節目佔36.1%、兒童節目佔6.7%、娛樂節目佔15.7%、體育節目佔6.4%、新聞節目佔14.3%、女性節目佔5.9%、教養節目佔9.7%、其他節目佔5.2%；每日播出時間有17小時:14。東北放送於1956年設立了氣仙沼放送局，成功解決三陸沿海部分地區難以收聽到東北放送節目的問題:16。1965年，東北放送電台加入JRN聯播網，翌年更加入NRN聯播網:15。
1960年代後，受到電視取代廣播成為主要娛樂媒體的影響，東北放送的廣播部門亦面臨廣告減少的問題。對此東北放送通過加強聽眾參與度和製作長時間資訊節目以吸引聽眾:26-27。1970年，東北放送開始聯播日本放送的人氣深夜節目《All Night Nippon》，同時實現24小時播出:28。東北放送在2011年啟用了新的廣播用錄音棚。翌年東北放送廣播加入了radiko服務，聽眾在網路上亦能收聽東北放送的廣播節目。2017年，東北放送開始提供FM廣播服務。

## 電視部門

東北放送第二代商標，在1992年至2019年使用

東北放送在試播期間就播出了自製的電視新聞節目:16。東北放送在1969年開始播出其首個大型新聞節目《TBC週六雷達》（TBC土曜レーダー）:124。1974年開始播出的《TBC新聞廣角》則是東北放送第一個大型帶狀地方新聞節目:125。現在東北放送在平日傍晚播出的地方新聞資訊節目是《N stu宮城》，自2010年開始播出。東北放送還在週一至週五晨間播出自製的資訊節目《Watchin!宮城》。該節目在週六中午播出有週六版。
東北放送製作的第一個直播節目是在開播一個月後播出的《今晚的家庭料理》:22。在1970年代，東北放送的自製資訊節目有在週六播出的《TBC週六頻道 大家60》（TBC土曜チャンネル・みんなで60）、平日播出的帶狀節目《清爽頻道11時》（さわやかチャンネル11時です）:116-117。1979年，東北放送製作了其首部電視劇《歸鄉》作為:121-124。JNN在東北地方的基幹局，東北放送亦製作在JNN東北地方五個加盟台播出的地區性節目:120。現在東北放送在週六傍晚播出的自製綜藝節目《三明治人的Bonyarinu TV》在東北地方的JNN加盟台（東北放送、ATV、IBC、TUY、TUF）以及BSN、TUT、CBC，計八家JNN加盟台播出。

## 外部連結
- Web magazine Skip! （页面存档备份，存于） - tbc東北放送（官方網站）
- 【tbc】東北放送的X（前Twitter）
- tbc電台（東北放送）制作班的X（前Twitter）
- YouTube上的TBC東北放送〜絆みやぎch〜頻道
- Tohoku Broadcasting （页面存档备份，存于） - TMDb